# Cohérence (linguistique)
La cohérence, en linguistique, est une notion permettant de rendre compte de la relation entre deux ou plusieurs énoncés formant un discours. Autrement dit, une relation de cohérence constitue un moyen de clarifier un lien de pertinence entre deux énoncés dans un même tour de parole. En effet, un discours ne se résume pas à un simple ensemble d’énoncés, mais impose aussi à ces énoncés de manifester une connexion entre eux. Mise en commun avec la notion de cohésion, la notion de cohérence a pour rôle d’assurer qu’un discours soit formulé correctement. La compréhension d’un discours cohérent n’implique donc pas seulement l’interprétation individuelle de chaque énoncé, mais aussi la façon dont ces énoncés sont liés entre eux,,.
Par exemple, une série d’énoncés cohérents pourrait être formulée comme suit :
- Paul mange une pomme. Il aime beaucoup les fruits.

Dans l’exemple ci-dessus, on peut comprendre que le sujet Paul mange une pomme parce qu’il aime les fruits. Ces énoncés perdraient leur relation de cohérence si l’objet pomme était remplacé par quelque chose d’autre qui n’est pas un fruit, comme dans l’exemple suivant :
- Paul mange un brocoli. Il aime beaucoup les fruits.

Alors que la notion de cohésion a pour utilité de maintenir une succession plausible des énoncés d’un discours, la notion de cohérence permet d’assembler ces énoncés de façon claire et logique. Pour ce faire, elle doit prendre en considération les différents aspects contextuels du discours impliqué. On retrouve entre autres les connaissances du monde que possèdent les personnes impliquées dans le discours (locuteur(s) et interlocuteur(s)). En ce sens, on peut supposer la présence d’un large ensemble de connaissances relationnelles permettant d’expliquer le lien entre deux énoncés proposés.
- Paul danse. Il est content.

Dans l’exemple ci-dessus, un lecteur serait plutôt porté à remettre en question la relation de cohérence entre le fait que Paul danse et le fait qu’il soit content. Toutefois, les énoncés peuvent être cohérents si l’on suppose qu’il existe dans la situation contextuelle un lien logique entre le fait que Paul soit content et la raison pour laquelle il danse. Ce phénomène semble démontrer que le besoin de rendre plausible la cohérence entre deux ou plusieurs énoncés fait naturellement partie de notre capacité de compréhension du langage.

## Formes de relations de cohérence
Les différentes relations représentées par la notion de cohérence peuvent se manifester sous plusieurs formes. Toutefois, la nature exacte de la plupart de ces relations n’a jamais pu être clairement définie, en raison du fait que bien des auteurs en font toujours un sujet de débat,. Les formes de relations de cohérence les plus fréquemment observées sont les suivantes : la narration (ou temporalité), la causalité (relations de cause à effet), la ressemblance et l’élaboration.
1. Narration (suite temporelle) : la première proposition d’un énoncé constitue un événement précédant la seconde proposition.
- Paul a bu un verre. Il a mangé une pomme.

2. Causalité (résultat, relation de cause à effet) : La seconde proposition constitue un événement qui suit de façon logique la première proposition. La seconde proposition se doit donc d’avoir lieu si la première est présente.
- Paul a frappé Charles. Il a souffert.

3. Ressemblance (relation parallèle) : Les propositions constituant l’énoncé sont semblables. 
- Paul s’est battu avec Charles. Pierre s’est battu avec Jean.

4. Élaboration : La seconde proposition constitue un sous-ensemble de la première proposition. En ce sens, la seconde proposition est plus détaillée, plus spécifique que la première, formant une certaine continuité dans l’énoncé.
- Paul est allé manger au restaurant. Il a mangé un steak.

## Aspects de la cohérence
Bien que la notion de cohérence soit principalement un processus cognitif, leur compréhension repose souvent sur la présence d’éléments linguistiques insérés dans les énoncés, selon l’aspect de la relation de cohérence. Selon T. Sanders et H.P. Maat (2006), on distingue deux aspects de relation de cohérence
1. la cohérence référentielle : relation où les unités linguistiques (telles que les syntagmes nominaux, verbaux, etc.) qui réfèrent de près ou de loin au même référent représenté mentalement. Les pronoms et pronoms démonstratifs servent d’outils pour rendre compte de ce type de cohérence.
2. la cohérence relationnelle : un ensemble de segments de textes qui sont reliés entre eux à l’aide d’une relation de type spécifique (par exemple, relation de cause à effet ou de problème à solution). Les marqueurs de relation sont les principaux indices de cohérence relationnelle.

## Limites
Afin de pallier les failles que présentent les notions de cohérence et de cohésion, certains auteurs ont proposé la notion de thème. Cette nouvelle notion vise à mettre en évidence le sujet concerné dans un énoncé, afin de clarifier la continuité d’un discours. L’importance du rôle de la notion de cohérence a grandement été remis en question par les chercheurs, si bien que plusieurs ont tenté de développer des théories dans le but de caractériser les connexions entre énoncés d’un discours. En effet, si les notions de cohérence et de cohésion ont un large impact sur l’élaboration de discours fonctionnels et conventionnels, elles ne semblent pas rendre compte de la totalité des éléments essentiels à l’analyse du discours. C’est dans cette optique que de nombreux auteurs ont préféré réduire l’analyse de discours à l’évaluation individuelle des énoncés qui la constituent.